# خس دموي
الخس الدموي صنف بري يتبع نوع الخس الشعري من جنس الخس من الفصيلة النجمية.

## الموئل والانتشار
ينتشر في الولايات المتحدة.

## الوصف النباتي
نبات عشبي ثنائي الحول. الأوراق متموضعة مباشرة على الساق (دون عنيقة)، ولها أشواك صغيرة على جانبيها وفي الوسط. الأزهار والحوامل الزهرية بنفسجية غامقة إلى حمراء، ومن هنا أخذ الاسم.